# Быть Флинном
«Быть Флинном» (англ. Being Flynn) — американский художественный фильм в жанре драмы, поставленный режиссёром Пола Вайца по мемуарам «Ещё одна дерьмовая ночь в отстойном городе» писателя, драматурга и поэта Ника Флинна. Премьера фильма состоялась в марте 2012 года. В главных ролях задействованы Пол Дано и Роберт Де Ниро.
Невзирая на прохладное принятие картины, актёрская работа Роберта Де Ниро была высоко оценена ведущими кинокритиками мира. Для большинства обозревателей единственным плюсом фильма стало его актёрское мастерство; некоторые отмечали, что это лучшая роль артиста за последнее десятилетие.

## Сюжет
Действие фильма происходит в наше время. За кадром звучит голос самовлюблённого писателя-любителя Джонатана Флинна, который рассказывает, что написал уже множество шедевральных романов и скоро прославится на весь мир. Пока же он подрабатывает таксистом и живёт в ничем не примечательной квартире.
Тем временем, его сын Ник, не встречавшийся с отцом 18 лет, также пробует себя на поприще писателя. Он расстаётся с девушкой, снимает комнатку в центре города и, в отличие от родителя, не забегает вперёд. Повествование время от времени прерывается флэшбеками: Ник вспоминает своё детство — воспитание матерью-одиночкой Джулианна Мур и постоянное отсутствие отца-уголовника. Уже в более зрелом возрасте молодой человек теряет мать, покончившую жизнь самоубийством после прочтения одного из рассказов сына.
Случайное происшествие снова сводит Джонатана и Ника вместе. У Флинна-старшего отобрали водительские права, выгнали из арендуемой квартиры, он лишился крыши над головой и средств к существованию. Ник только что устроился на работу в приют для бездомных, где он однажды случайно обнаруживает отца. Джонатана вскоре изгоняют и из приюта, причиной чему послужило его буйное поведение и приступы немотивированной агрессии. После того, как Ник узнаёт об очередном жестоком избиении отца на улице, он забирает его к себе домой.
Юноша уходит из приюта и устраивается на работу в среднюю школу. Джонатан переезжает в новую квартиру. В финальной сцене фильма Ник приглашает отца на премьеру первой книги, где знакомит его со своей женой и дочерью.

## В ролях
| Актёр          | Роль           |
| -------------- | -------------- |
| Пол Дано       | Ник Флинн      |
| Роберт Де Ниро | Джонатан Флинн |
| Оливия Тирлби  | Дениз          |
| Джулианна Мур  | Джоди Флинн    |
| Лайам Брогги   | юный Ник       |
| Эдди Роуз      | Карлос         |
| Уэс Стьюди     | Капитан        |
| Стив Кирбус    | Джефф          |
| Лили Тейлор    | Джой           |
| Дейл Дикки     | Мэри           |
| Виктор Расук   | Гэбриэл        |

Ник Флинн появился в этом фильме в эпизодической роли, сыграв участника общества анонимных наркоманов.

## Критика
Новый проект Пола Вайца собрал неоднозначные отзывы мировых кинокритиков. Одни сетовали на абсолютно неудачный сценарий, другие на нераскрытость характеров персонажей. Рейтинг картины на сайте-агрегаторе Rotten Tomatoes составлил 54 %.
Обозревателю газеты The Austin Chronicle Марджори Бомгартен фильм показался оторванным и мрачным. На её взгляд, его переполняют колючки и раздражающие элементы.
По мнению Криса Хьюитта из Pioneer Press, лента не вяжется в одно целое. Отметив блестящую игру Джулианны Мур, он заявил, что назвать фильм следовало не «Быть Флинном», а «Быть Мур».
Актёрские перевоплощения ключевых артистов заняли отдельное место в рецензиях журналистов. Роберту Де Ниро, исполнившему главную роль, часть из них прочила очередную номинацию на премию «Оскар». Роджер Мур из газеты The Kansas City Star писал: «Лучшая роль Де Ниро за прошедшие десять лет. Актёр, изобразивший подавленного человека, сражающегося за жизнь каждый час, сбивает с ног своей идеальной игрой. Счастлив сообщить, что он ещё не потерял свой актёрский талант».
Сайт Groucho Reviews, напротив, отдал пальму первенства Полу Дано, переигравшему, согласно их точке зрения, самого Де Ниро[уточнить].